# IC 2138
IC 2138 је спирална галаксија у сазвјежђу Зец која се налази на листи објеката дубоког неба у Индекс каталогу.
Деклинација објекта је - 23° 32' 0" а ректасцензија 5h 34m 21,5s. Привидна величина (магнитуда) објекта IC 2138 износи 13,1 а фотографска магнитуда 13,9. IC 2138 је још познат и под ознакама IC 2137, ESO 487-27, MCG -4-14-6, PGC 17463.